# Svappavaara kyrka
Svappavaara kyrka är en kyrkobyggnad som tillhör Vittangi församling i Luleå stift. Kyrkan ligger i Svappavaara i Kiruna kommun.

## Kyrkobyggnaden
På 1920-talet uppfördes ett gravkapell i Svappavaara. Vid början 1950-talet startades en insamling till bygget av en kyrka. Vintern 1957-1958 uppfördes kyrkan och 16 november 1958 invigdes kyrkan av biskop Ivar Hylander. I december 1968 fattades beslut att ersätta den blott tioåriga kyrkan med en ny. I januari 1969 revs gamla kyrkan för lämna plats till nuvarande kyrkobyggnad. Tredje söndagen i advent den 14 december 1969 invigdes nuvarande kyrka av biskop Stig Hellsten.
Byggnadskomplexet har en stomme av trä och inrymmer kyrkorum, församlingssal, kök, rum för barn- och ungdomsverksamhet, ett arkiv, samt ett antal toaletter. Byggnadsdelarna omgärdar en liten innergård. Kyrkorummet är klätt med obehandlad träpanel och dess höga tak bärs upp av synliga limträbalkar. Golvet täcks av linoleummatta och har en bänkinredning i två öppna kvarter. Kyrkorummet rymmer drygt hundra personer och kan utökas genom att en vikvägg, vänster om altaret, öppnas mot intilliggande samlingssal. Till kyrkan finns en anpassad ingång för rörelseförhindrade.
1994 genomfördes en renovering.

## Inventarier
- Altartavlan är utförd av Albert Falck och fanns i gamla kyrkan.
- En kyrkklocka är skänkt av LKAB och invigd 6 december 1970 av biskop Stig Hellsten.

### Orgel
- Den nuvarande orgeln är tillverkad okänt år av Grönlunds Orgelbyggeri AB, Gammelstad och är en mekanisk orgel. Det är kyrkans första orgel.

| Manual        | Pedal   |
| Gedackt 8´    | Bihängd |
| Rörflöjt 4'   |         |
| Principal 2'  |         |
| Kvinta 1 1/3' |         |